# 2024年羽田機場跑道撞機事故
2024年1月2日晚间17时47分左右，一架隶属于日本航空的空中客车A350-900执飞从北海道新千岁机场飞往东京羽田机场的日本航空516号班机，在16L/34R跑道降落时，与一架注册编号为JA722A隶属日本海上保安廳羽田航空基地准备飞往新潟航空基地执行地震救灾任务的德哈维兰加拿大DHC-8 Q300型的飞机在同一跑道相撞并起火。
日本航空516号班机上的367名乘客（含8名婴儿）和12名机组人员全数成功逃生，其中14人受伤；涉事的海上保安厅飞机JA722A上共6名乘员，其中机长设法逃生但身受重伤，其余5人遇难。
本事故是首起涉及空中客车A350客机的严重事故，事故中注册号为JA13XJ的A350-941也是全球第一架因航空事故彻底报废的空中客车A350型客机與首架因航空事故而報廢的全複合材料機身飛機。
本事故是日本境内自1985年日本航空123號班機空難以來首起涉及日本航空班机并且有人罹难的航空事故，也是自2001年日本航空班機空中接近事故以来的另一起日本航空班機上有乘客受伤的事故，该A350-900也是自123號班機空难後首架全機報廢的日本航空客機。

## 事件經過

東京國際機場的平面圖、相撞事故發生及殘骸位置地圖

516号班机原定於15時50分從新千歲機場起飛，但延誤25分後於16時15分起飛，預計在17時40分（原定17時35分）抵達羽田機場。
17时30分時紀錄，羽田机场的风向为西风，风速为1.6每秒（3.1節）。大约在17时47分，516号班机於34R跑道着陆后不久，在近34R跑道及滑行道C4之交匯處位置与海上保安厅飞机JA722A发生碰撞并起火，前机身摩擦地面并带火滑行。由於516号班机在相撞時，機頭仍未著地，更大程度的保護了機組成員與乘客，但也因此而導致飛機失去控製。从客舱内的窗户可以看到火焰，机舱内也充满了白烟。当飞机停下后，機組員判斷火勢狀況，開啟了前2（1L、1R）以及左後1（4L）共3扇逃生門，經紧急逃生滑梯成功逃生，其中4L舱门为后舱乘务员因机上内话系统无法运作而在自行判断后开启。現場的紀錄影像显示疏散过程中飞机中部冒出火焰、右发动机仍在运转，飞机机身因前起落架断裂向前倾斜。另一段影片显示飞机完全被火焰吞噬，随后机身后部坍塌。消防部门在大约三分钟内到达现场，出动了约70辆消防车。事故客機燃燒約8小時後，於1月3日凌晨2點左右撲滅火勢，機身幾乎完全燒燬，僅存機翼及引擎可見。
事故中的另一架飛機JA722A原定前往海上保安廳第九管区海上保安本部新潟航空基地，为前一天發生的2024年能登半島地震受災區域運送物資。

## 飛機和機組人員
涉事的日本航空客机为空中客车A350-941型客机，制造商序列号538，注册号JA13XJ，装备两具勞斯萊斯 Trent XWB-75型发动机，首飞日期为2021年9月20日，交付日期为2021年11月10日，事发时机龄约为两年；满载旅客369人，实载旅客367人與12名机组人员，为接近满载状态。
涉事的日本海上保安厅飞机为第三管区海上保安本部羽田航空基地所属的（直译为，其中为和制汉字，意为“水面平静”）、注册编号为JA722A的DHC-8-315Q MPA型飞机。该飞机制造商序列号为656，于2009年2月交付至日本海上保安厅，于2011年3月11日因东日本大地震引发的海啸而在仙台机场受损。2012年3月29日，JA722A是仙台机场所有受损的飞机中唯一一架被修复的飞机。這架飛機僅設有Mode S的詢答機，並未安裝ADS-B。
據東京消防廳稱，第二架涉事飞机上共有6名人員，自行逃脫的機長受重傷，其後確認剩下的5名組員全員殉職。
| 姓名     | 姓名                     | 歲數 | 崗位       | 傷亡 | 死因       |
| -------- | ------------------------ | ---- | ---------- | ---- | ---------- |
| 宫本元氣 | 日语：／ Miyamoto Genki  | 39   | 機長       | 受傷 | 不適用     |
| 田原信幸 | 日语：／ Tahara Nobuyuki | 41   | 副機長     | 死亡 | 全身碾壓傷 |
| 石田貴紀 | 日语：／ Ishida Takanori | 27   | 通信士     | 死亡 | 全身碾壓傷 |
| 帶刀航   | 日语：／ Tatewaki Wataru | 39   | 雷達探測員 | 死亡 | 全身碾壓傷 |
| 宇野誠人 | 日语：／ Uno Masato      | 47   | 修理員     | 死亡 | 全身碾壓傷 |
| 加藤重亮 | 日语：／ Katō Shigeaki   | 56   | 整備員     | 死亡 | 全身碾壓傷 |

日本國土交通省於1月3日發表的事故客機疏散過程報告指出該機從著地到完成乘客疏散共花費18分鐘，機上除两隻託運宠物遇难外全員生還。一部分專家歸功於日本航空平日對機組員的嚴格訓練，充分把握時間以及冷靜判斷，乘客也能聽從空服員指令及配合，外媒稱之為「教科書級的完美疏散」；相關飛行器研究專家亦指出事故客機在機身與機翼同時使用碳纖維強化聚合物製造，使該飛機在遇到撞擊後表現出優於傳統鋁合金機身的堅固性和耐熱性，為本次事故中日航客機能全員生還的因素之一。

## 后续

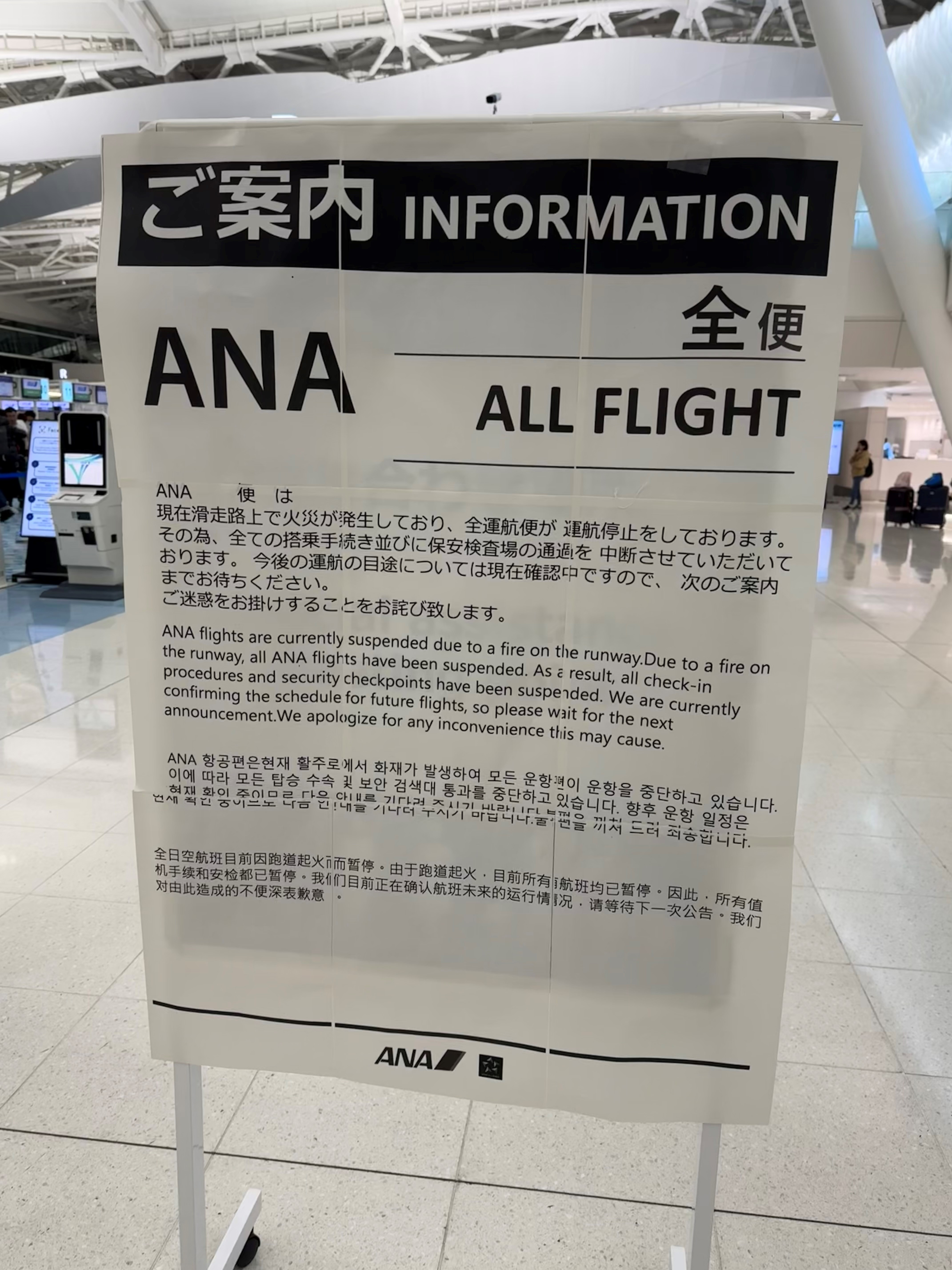
事故发生后羽田机场第2航站楼内的标志，显示全日空航空所有航班均停飞

事发后羽田机场的所有跑道被暂时封锁以进行灭火作业，以致所有航班飞机无法在此起降；事故发生时紧随516号班机后降落的JAL166号班机（一架波音737-800）被迫在1,150英尺处复飞並轉降成田机场，而一些在事故发生时在跑道前等待起飞的飞机因跑道被关闭而返回航站楼。
新千歲機場在事故发生当日18时后飞往羽田机场的航班有15班被取消，天馬航空所属的两班次飞机更改目的地至茨城机场，另有从其他各地起飞的18班原定飞往羽田机场的飞机轉降成田国际机场、關西國際機場、大分機場、中部國際機場（名古屋機場）、大阪國際機場（伊丹機場）、新千歲機場、那霸機場、香港國際機場、上海浦東國際機場、北京首都國際機場等地。
据日本国土交通省称，当日21:30左右，除了发生事故的16L/34R跑道以外，羽田机场剩余的三条跑道已重新开放。
日本政府於下午18時05分，於內閣總理大臣官邸的危機管理中心設置了資訊聯絡室。
香港機場管理局表示，因應该事故，香港國際機場1月2日至少有5班往返羽田機場的航班受到影響，並呼籲於1月2及3日來往羽田機場的旅客，留意航空公司相關公布，並先向航空公司確認航班才出發前往機場。新加坡樟宜机场亦在Facebook上建議飛往或離開東京羽田機場的旅客向各自的航空公司查詢航班狀態。
此次事件导致羽田机场的航班运力下降至70%。事故发生时正值元旦假期，作为一年中最重要的出行时段之一，这导致了大规模的航班取消。预计航班取消的状况将持续到1月7日，届时至少有1,227个航班和221,910名乘客受到影响；为了应对航班取消造成的影响，JR各公司于1月4日在东海道新干线、北陆新干线和东北新干线上分别开駛前往大阪、金泽和北海道的臨時列車協助疏運。
由於事故發生的34R跑道為羽田機場最長的跑道，部分直飛歐洲航班在滿載情況下只能使用34R/16L起飛，因此事故後至跑道恢復運作前，部分日本航空及全日空直飛歐洲航班只得裝載較少油量，並透過05跑道起飛前往成田機場加油後再飛往目的地。

## 事故調查
日本运输安全委员会宣布将于2024年1月3日开始正式调查。
1月3日，運輸安全委員會宣布已找回海上保安廳飞机的飞行数据记录器和驾驶舱通话记录器，而日本航空516號航班的飞行记录器則在1月6日被尋獲。
法国航空事故调查处与空中巴士也将派遣人员前往日本，对1月2日在东京羽田机场发生的两架飞机碰撞事故进行调查。
日本国土交通省表示，日航客机是正常着陆。
1月4日，国土交通省公布了碰撞当天17:43至17:47机场航空交通管制（ATC）通讯的完整记录。对话记录显示，管制员允许日航飞机降落，并指示海上保安厅飞机前往跑道前的停靠点，没有许可海上保安厅飞机进入跑道。而在事故中幸存的海上保安厅机长則表示他当时認為自己所在的飛機已获得起飞许可。日本航空的三名機師在接受採訪時表示，根本「沒看到」日本海上保安廳的飛機。
據有线电视新闻网及航空安全网指，由一份給予機長的NOTAM顯示，事發滑行道C4的跑道停止燈號無法使用，此燈號用於阻止機長錯誤地進入跑道。此公告由2023年12月25日發出，直至事發當日仍然有效。

## 反應
内阁总理大臣岸田文雄指示：“与相关省厅和相关机构紧密协作，全力进行受灾者的救出和救助活动”、“迅速掌握灾害情况，并努力向国民提供适当的信息”。
此外，由于海上保安厅飞机正在执行为能登半岛地震受灾地运输支援物资的任务，岸田总理对于在此次事故中殉职的5名海上保安官表示哀悼：“这些工作人员对受灾地和受灾者抱有高度使命感和责任感，我对他们的遇难深感遗憾”。
国际航空运输协会在Twitter发表声明，向JAL516上的乘客和机组人员以及JA722A上的机组人员表示关切，亦同时对前一天能登半岛地震受灾人员表达关切。
空中巴士官方发表声明，確認这架註冊號为JA13XJ、出場序號（MSN）为538的A350-941為第一架事故全損的A350航機。空客在声明中表示願意配合官方進行協助以及調查，及向當事人及其家屬、朋友表達關切。
日本航空在其官网上发表了声明，确认了事故发生、日航机上所有人安全撤离，并向遇难的5名海上保安厅成员表示哀悼、对所有涉及事件的人员及其亲属、以及受到事件影响的人表示歉意，并表示会尽全力配合调查。日航还为已预订1月2日至4月1日期间航班机票的乘客提供免手续费全额退改服务，直至1月31日。

## 另見
- 一年前发生于羽田机场的客机相撞事件：
  - 2023年，两架A330-300，其中一架为前往臺北國際航空站（松山機場）的长荣航空189号班机（飛機註册編号：B-16340），另一架为前往曼谷蘇凡納布機場（BKK）的泰国国际航空683号班机（飛機註冊編號：HS-TEO），在滑行道上相撞。没有人员伤亡，但泰國航空班機翼間小翼及長榮航空班機水平尾翼受損。[55]
- 日本航空近代重大傷亡空難：
  - 日本航空123號班機空難
  - 日本航空350號班機空難
- 類似航空事故：
  - 利纳特机场灾难
  - 洛杉磯機場跑道入侵空難
  - 特內里費空難
  - 新加坡航空006航班
  - 加拿大航空759號班機降落失誤事件

## 外部連結
- 维基共享资源上的相關多媒體資源：2024年羽田機場跑道撞機事故